# Јиндриховице (Јихлава)
Јиндриховице (чеш. Jindřichovice) је насељено мјесто са административним статусом сеоске општине (чеш. obec) у округу Јихлава, у крају Височина, Чешка Република.

## Становништво
Према подацима о броју становника из 2014. године насеље је имало 90 становника.